# Waldbahn Apscheronsk
| Waldbahn Apscheronsk      | Waldbahn Apscheronsk |
| ------------------------- | -------------------- |
|                           |                      |
| Streckennetz (Stand 2013) |                      |
| Streckenlänge:            | 37 km                |
| Spurweite:                | 750 mm (Schmalspur)  |
| Streckengeschwindigkeit:  | 30 km/h              |
|                           |                      |

Die Waldbahn Apscheronsk (russisch Апшеронская узкоколейная железная дорога, transkr. Apscheronskaja uskokoleinaja schelesnaja doroga, transl. Apšeronskaâ uzkokolejnaâ železnaâ doroga) ist eine Waldbahn in der russischen Region Krasnodar.

## Geschichte
Der erste Abschnitt der Schmalspurbahn wurde 1927 eröffnet. Von dem früher 127 km langen Waldbahnnetz mit einer Spurweite von 750 mm ist heute noch eine Reststrecke von 37 km vorhanden. Mittlerweile wird die Strecke nur noch im Güterverkehr betrieben, der öffentliche Personenverkehr verkehrt zwischen Tschernigowskoje und Otdaljonny. Die Bahn ist Eigentum der Firma ZAO «PDK Apscheronsk» (russisch ЗАО «ПДК Апшеронск»), der auch das Sägewerk in Apscheronsk gehört. Die Waldbahn Apscheronsk ist die einzige Schmalspurbahn im russischen Kaukasus.

## Fahrzeuge

### Diesellokomotiven
- ТУ7 – № 2540, 2629

### Wagen
- Flachwagen
- Kesselwagen
- Personenwagen
- Gedeckter Güterwagen

### Bahndienstfahrzeuge
- ТУ6П – 0053
- ТУ8П – 0005
- Schneepflug
- Eisenbahn-Draisine

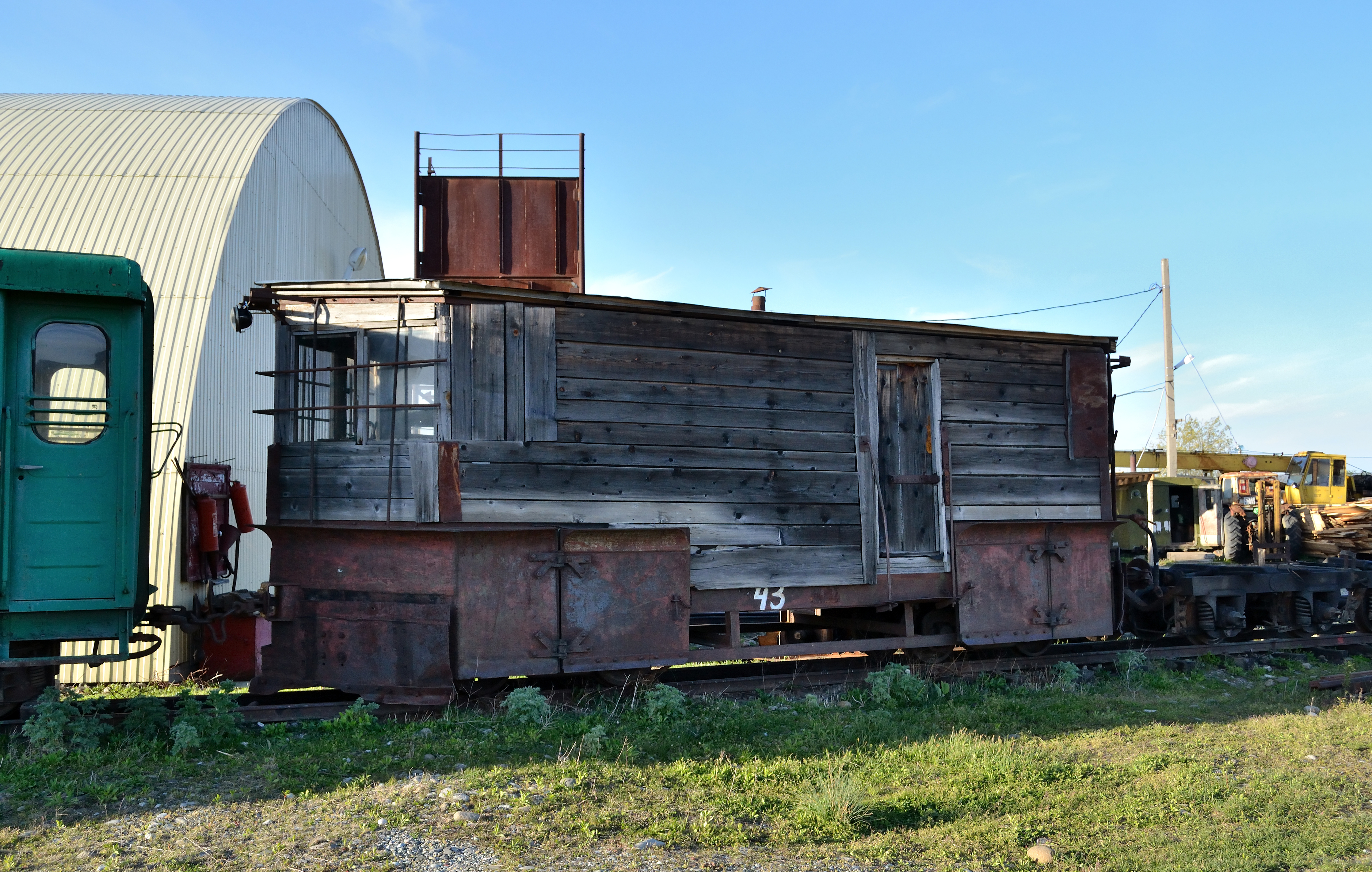
Schneepflug – СО750
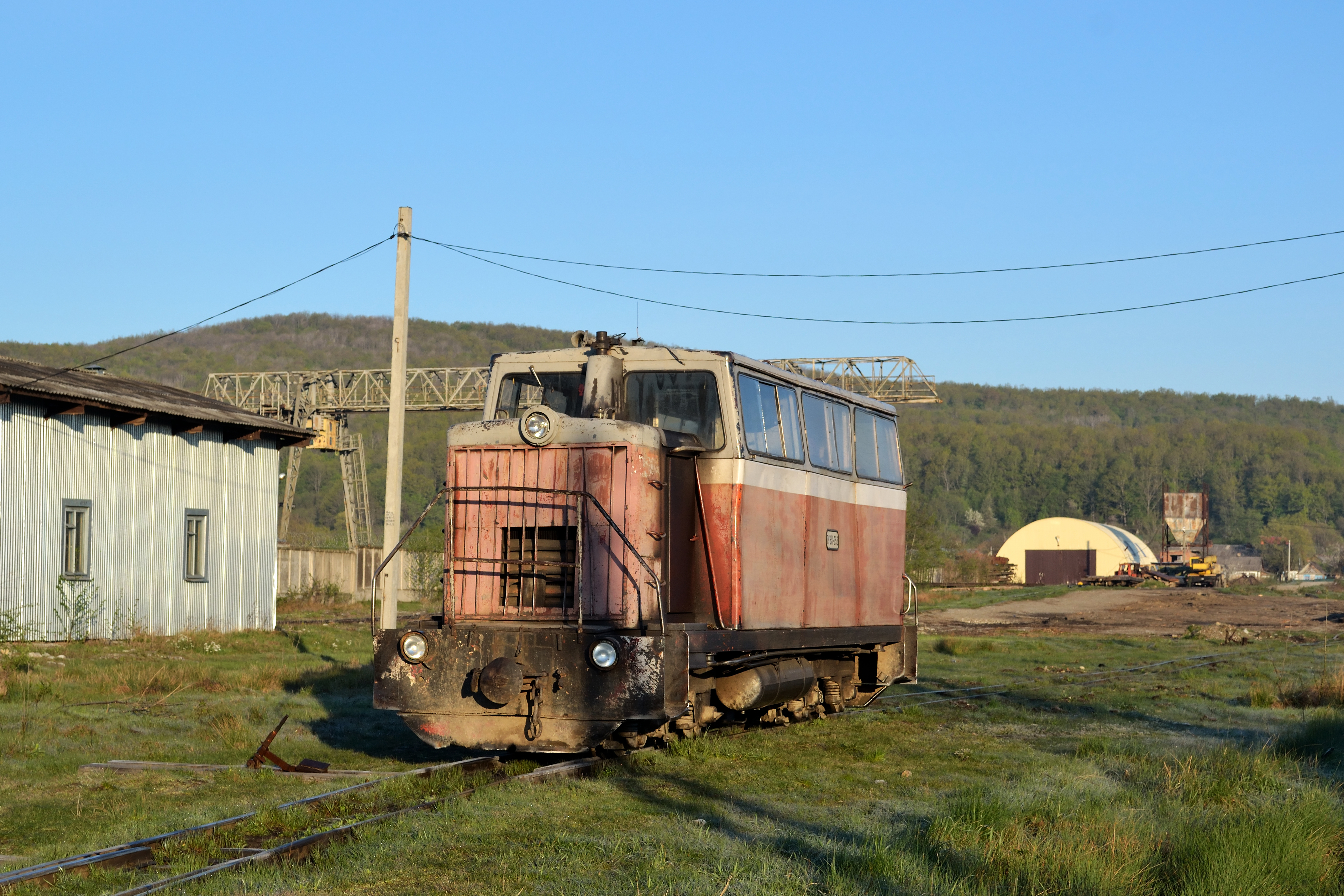
ТУ6П – 0053
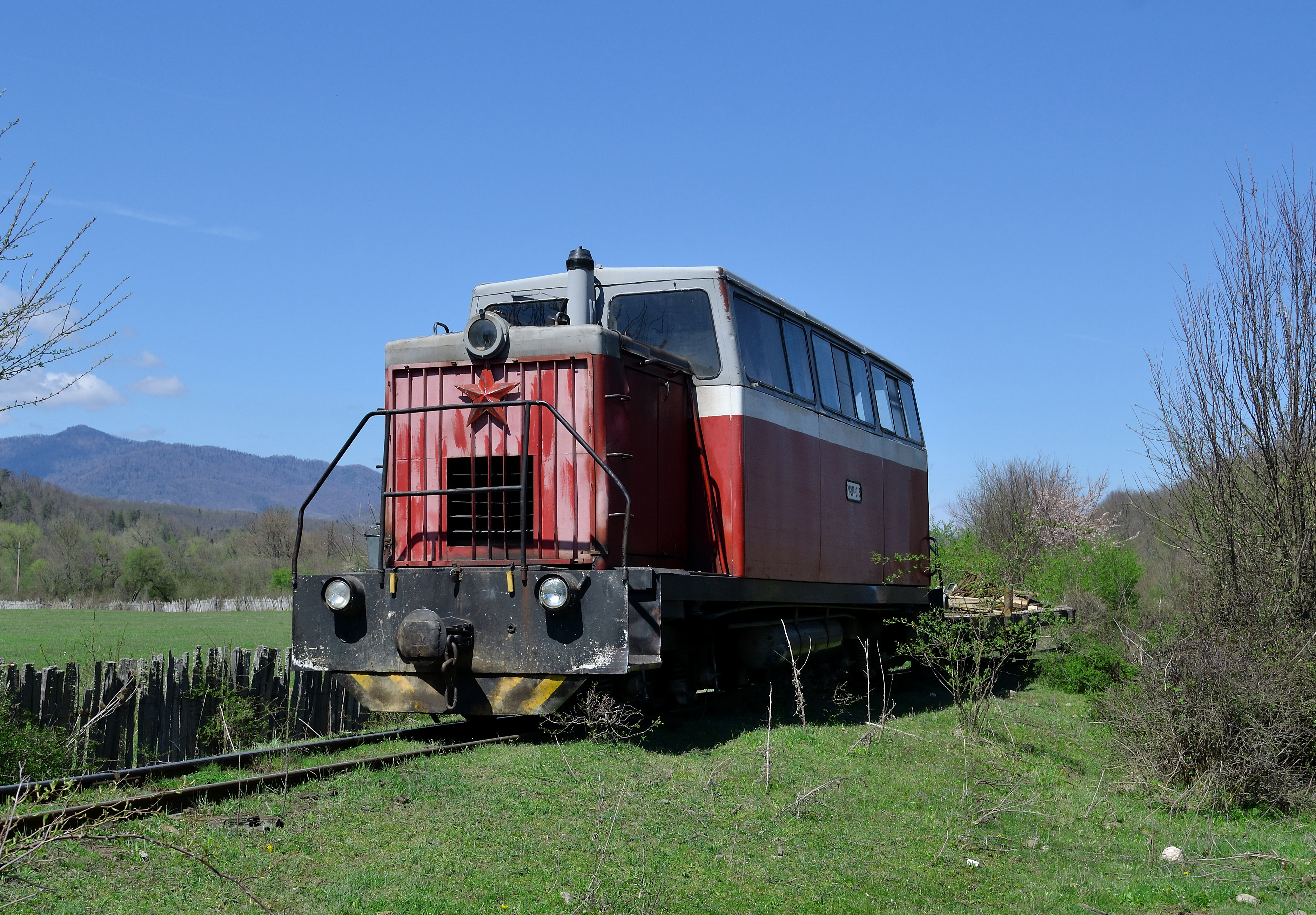
ТУ8П – 0005
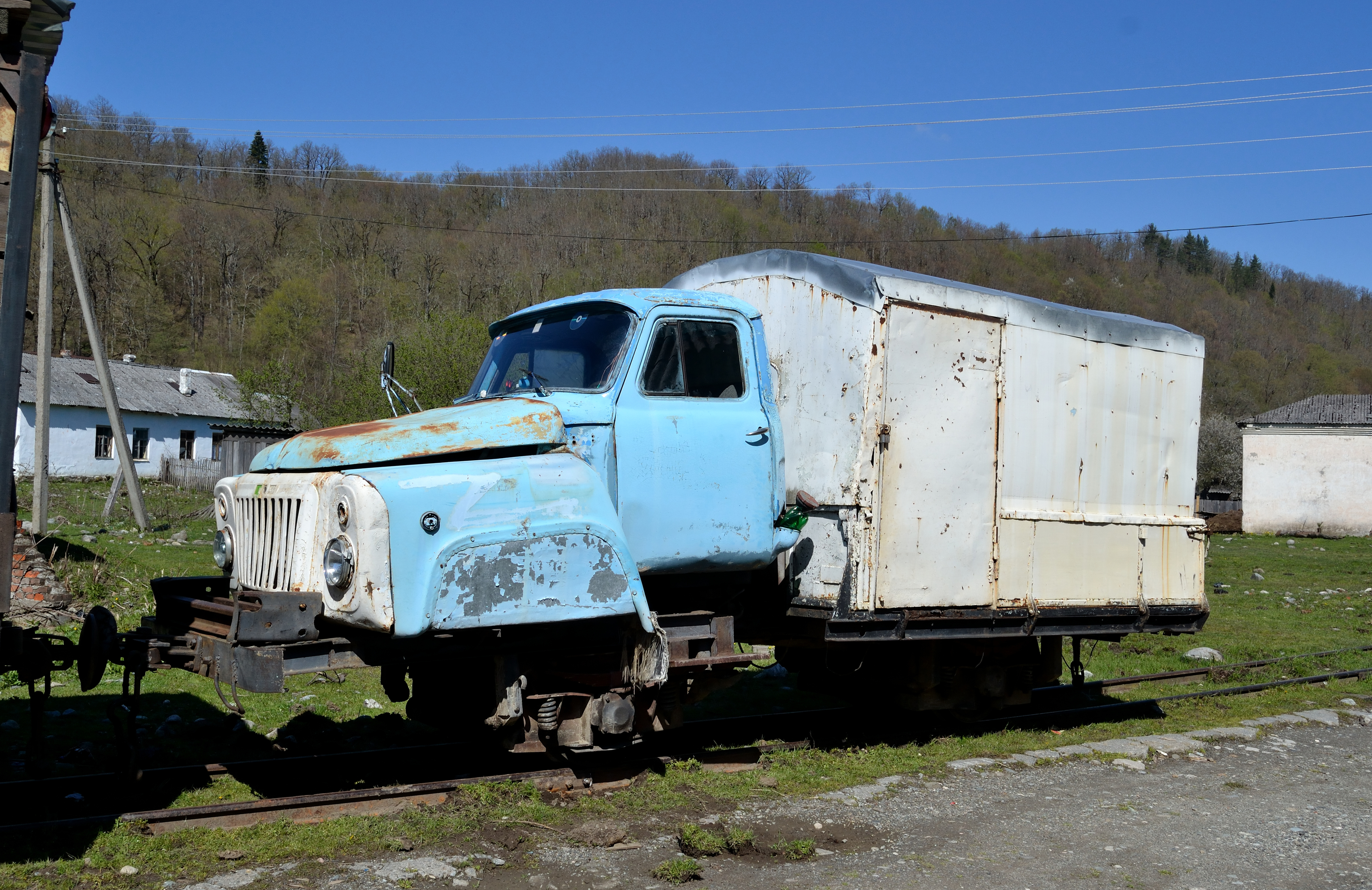
Eisenbahn-Draisine ГМД4 auf Basis eines GAZ-53

## Guamka–Mesmai

### Diesellokomotiven
- ТУ8 – № 0032, 0427

### Wagen
- Flachwagen
- Kesselwagen
- Personenwagen

### Bahndienstfahrzeuge
- Schneepflug
- Eisenbahn-Draisine

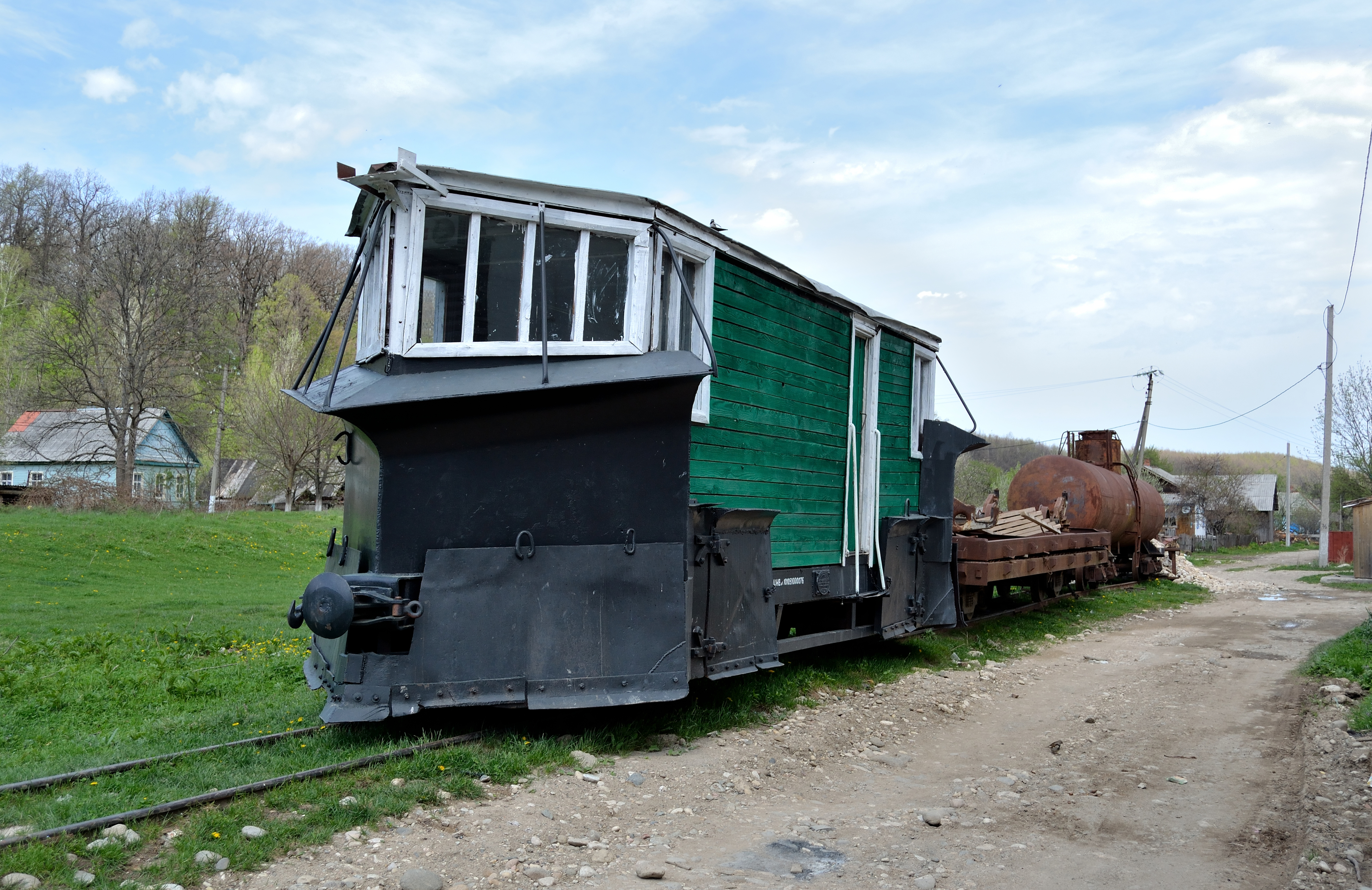
Schneepflug – СО750
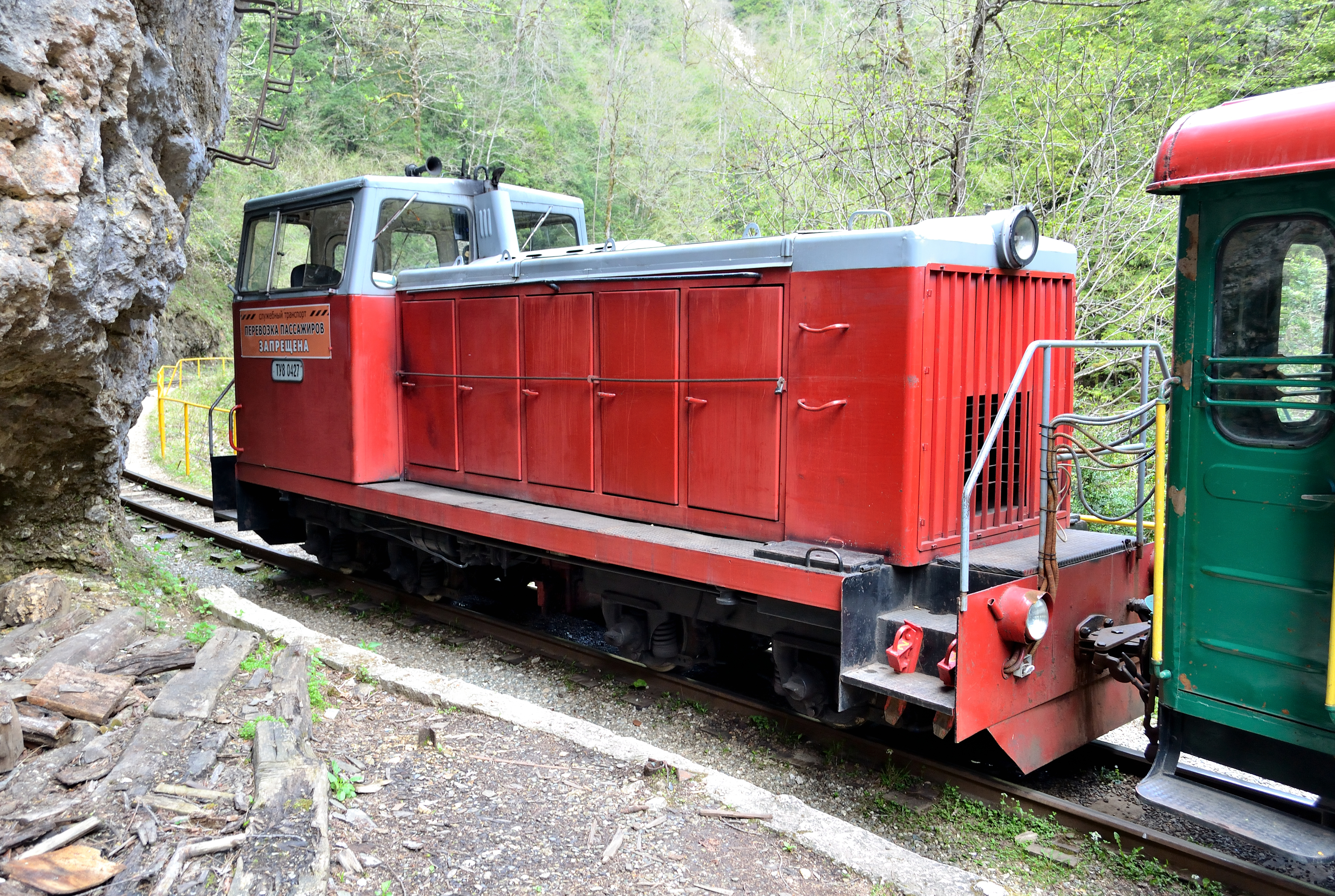
ТУ8 – № 0427
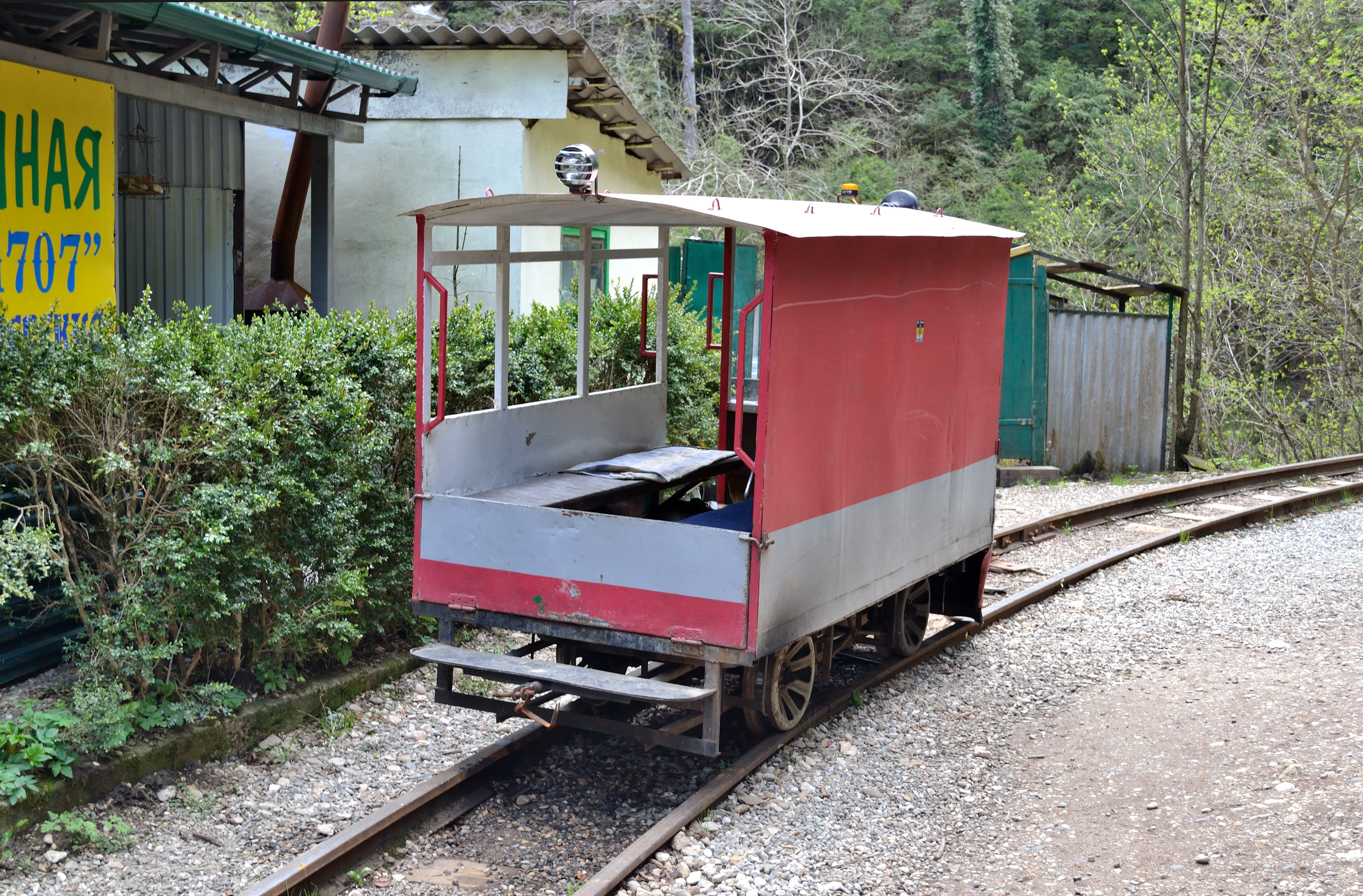
Eisenbahn-Draisine
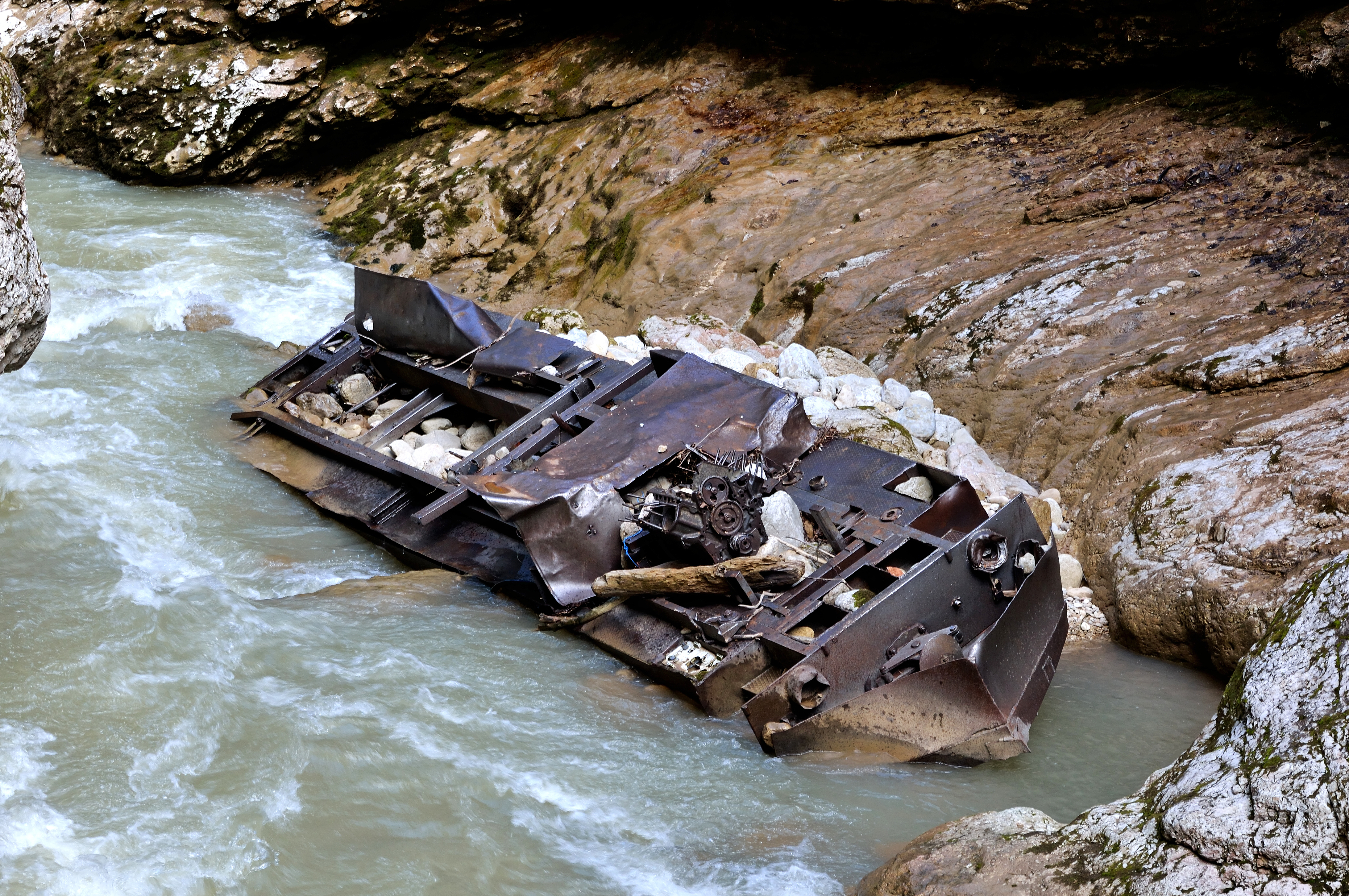
ТУ8П – 0006

## Galerie

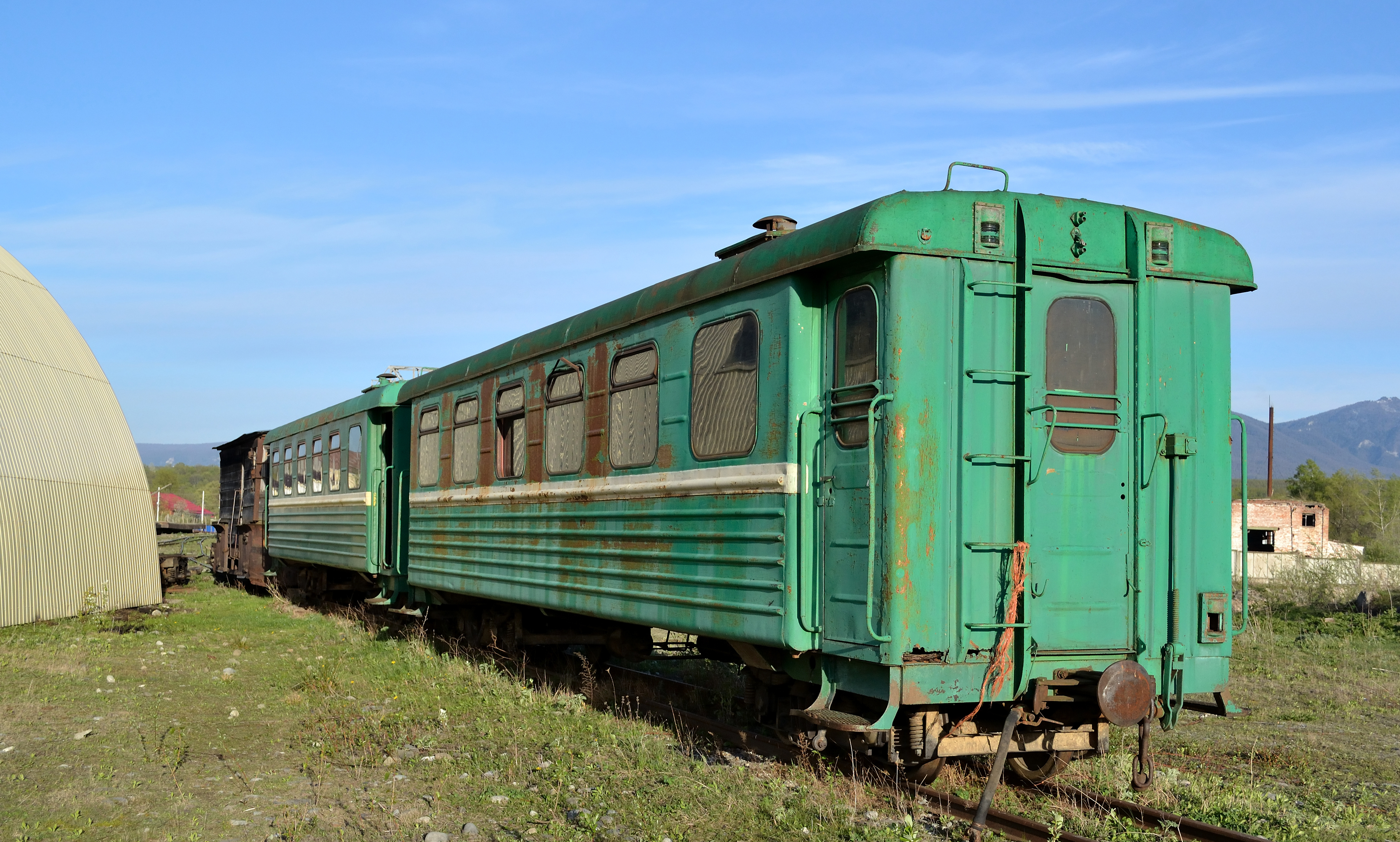
Personenwagen ПВ-40
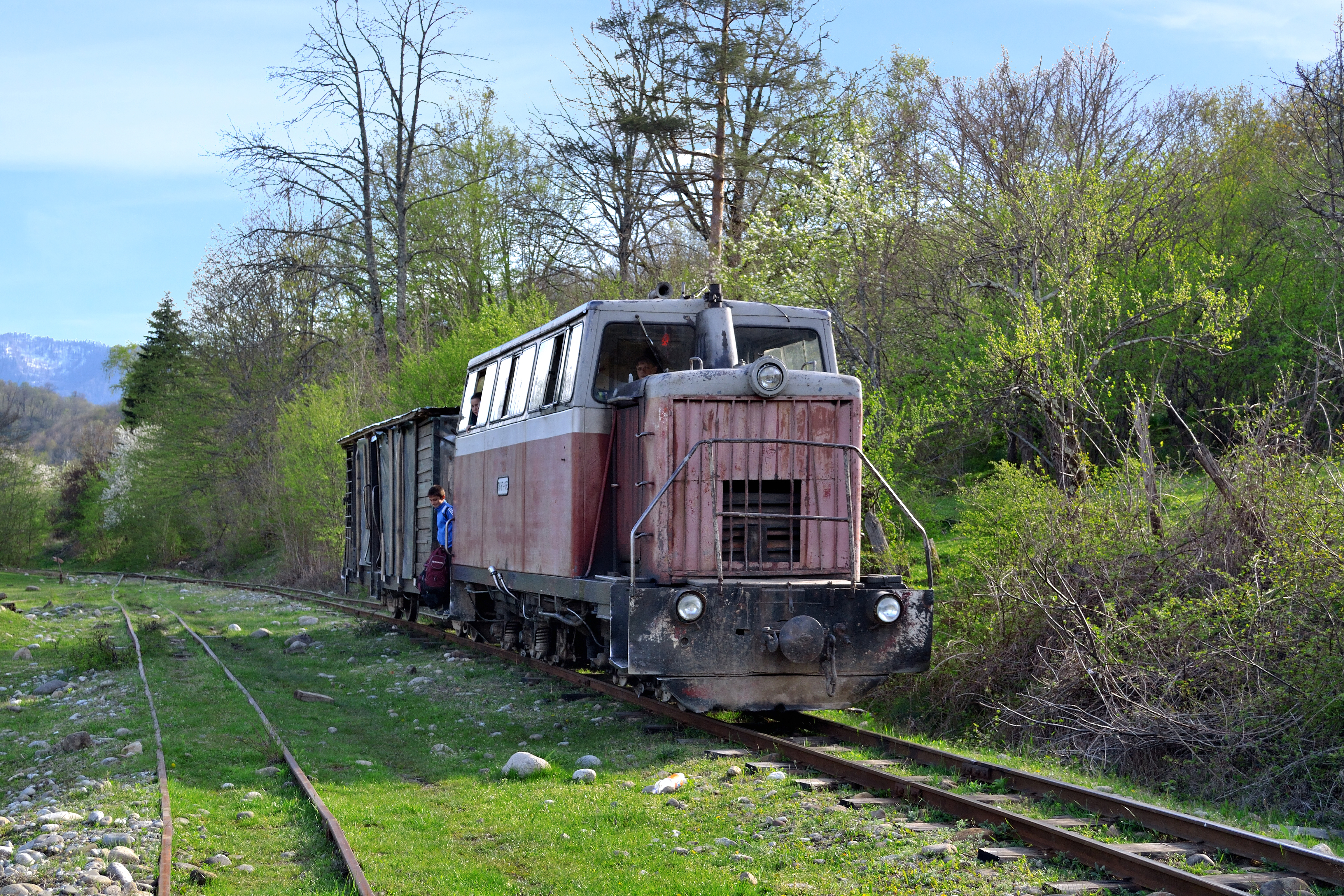
ТУ6П – 0053
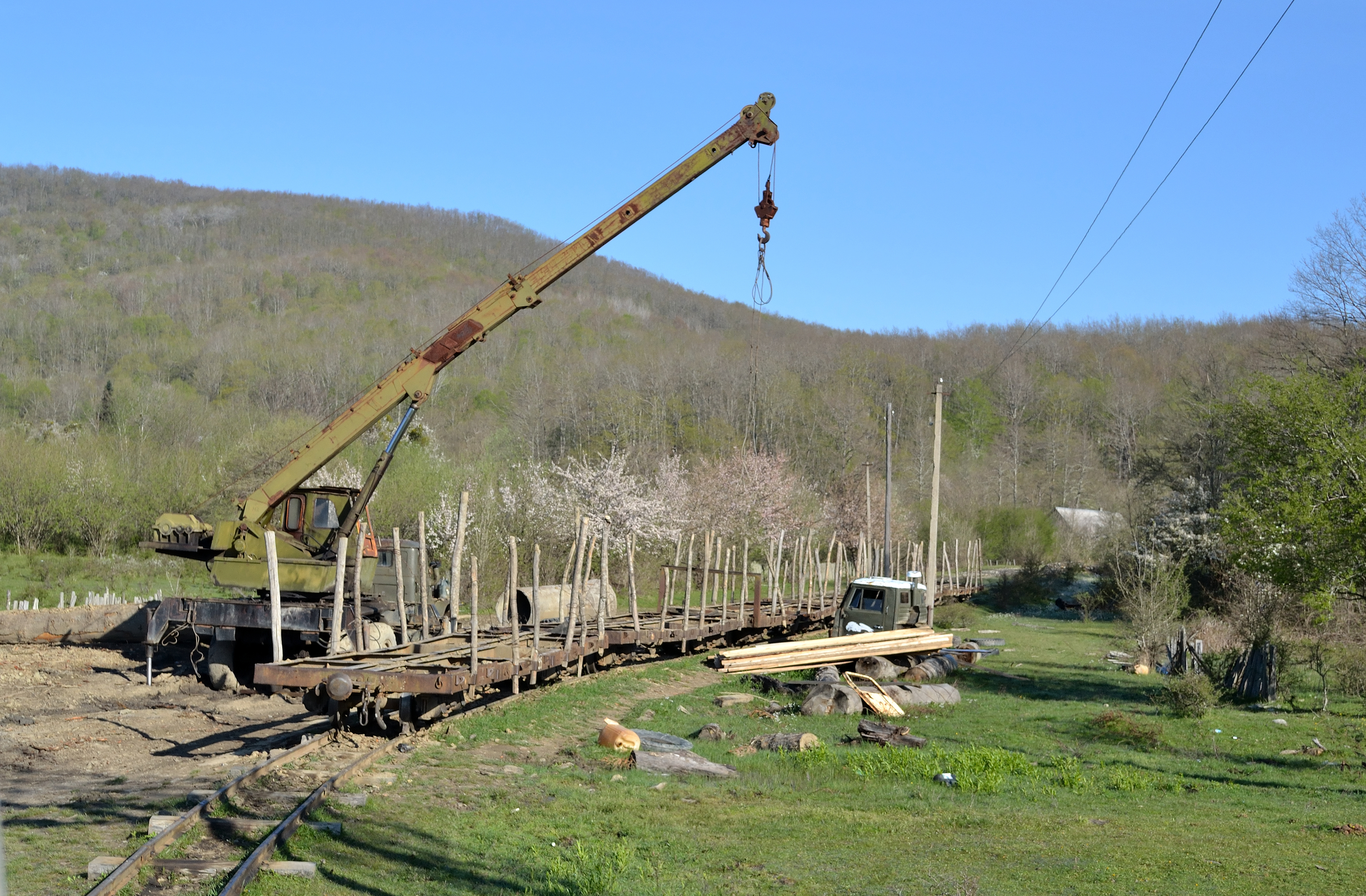
Flachwagen für den Holztransport
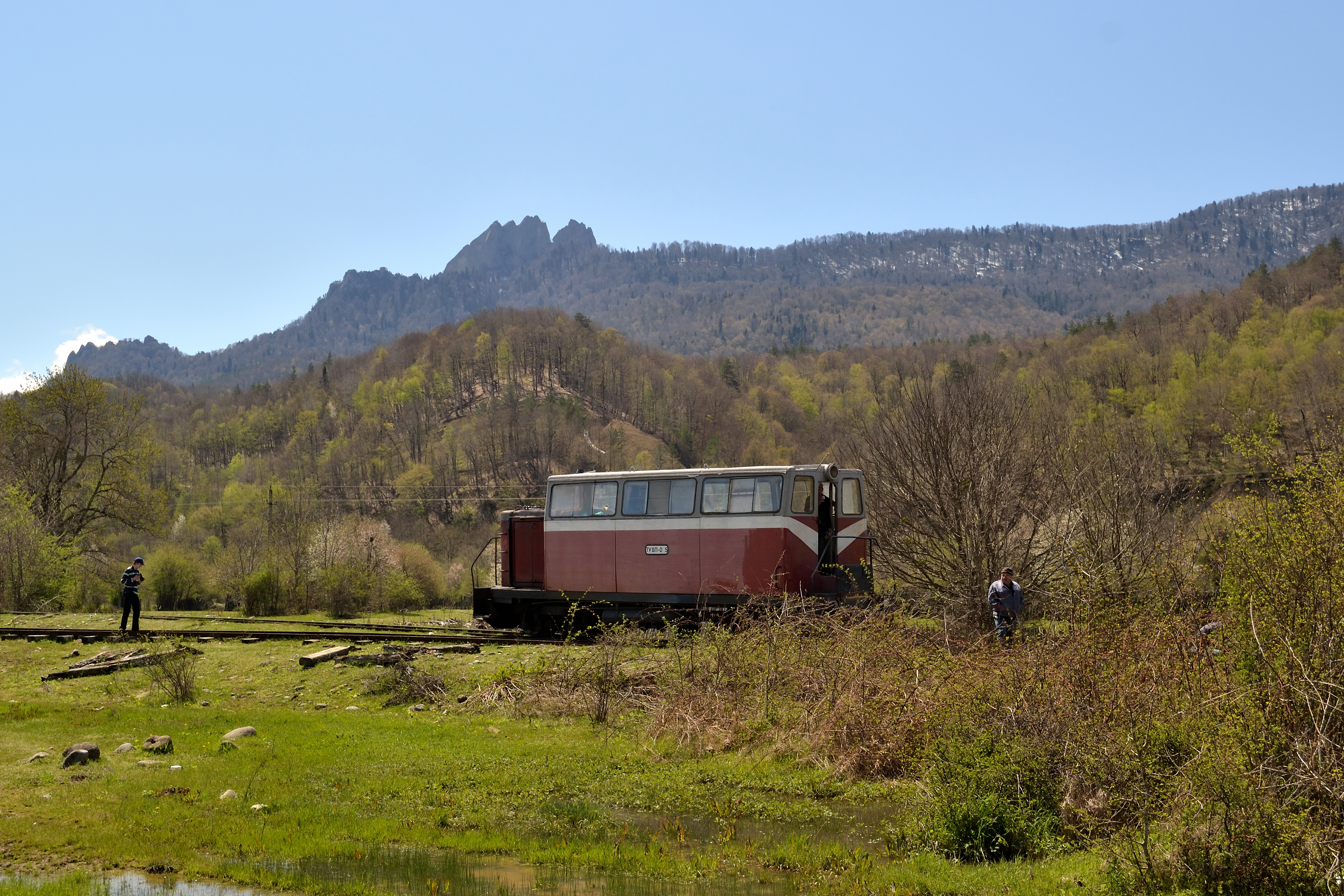
ТУ8П – 0005
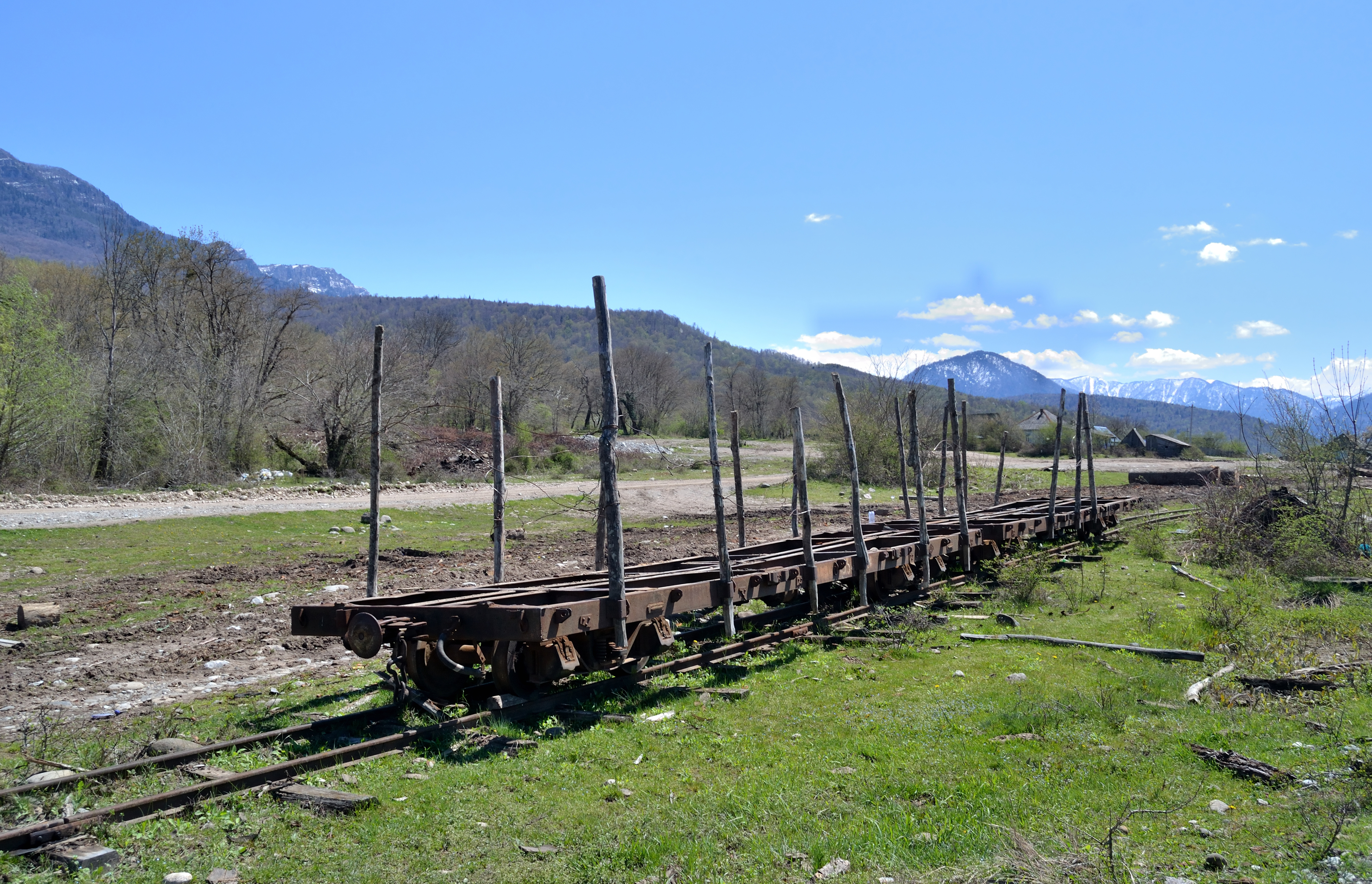
Flachwagen für den Holztransport
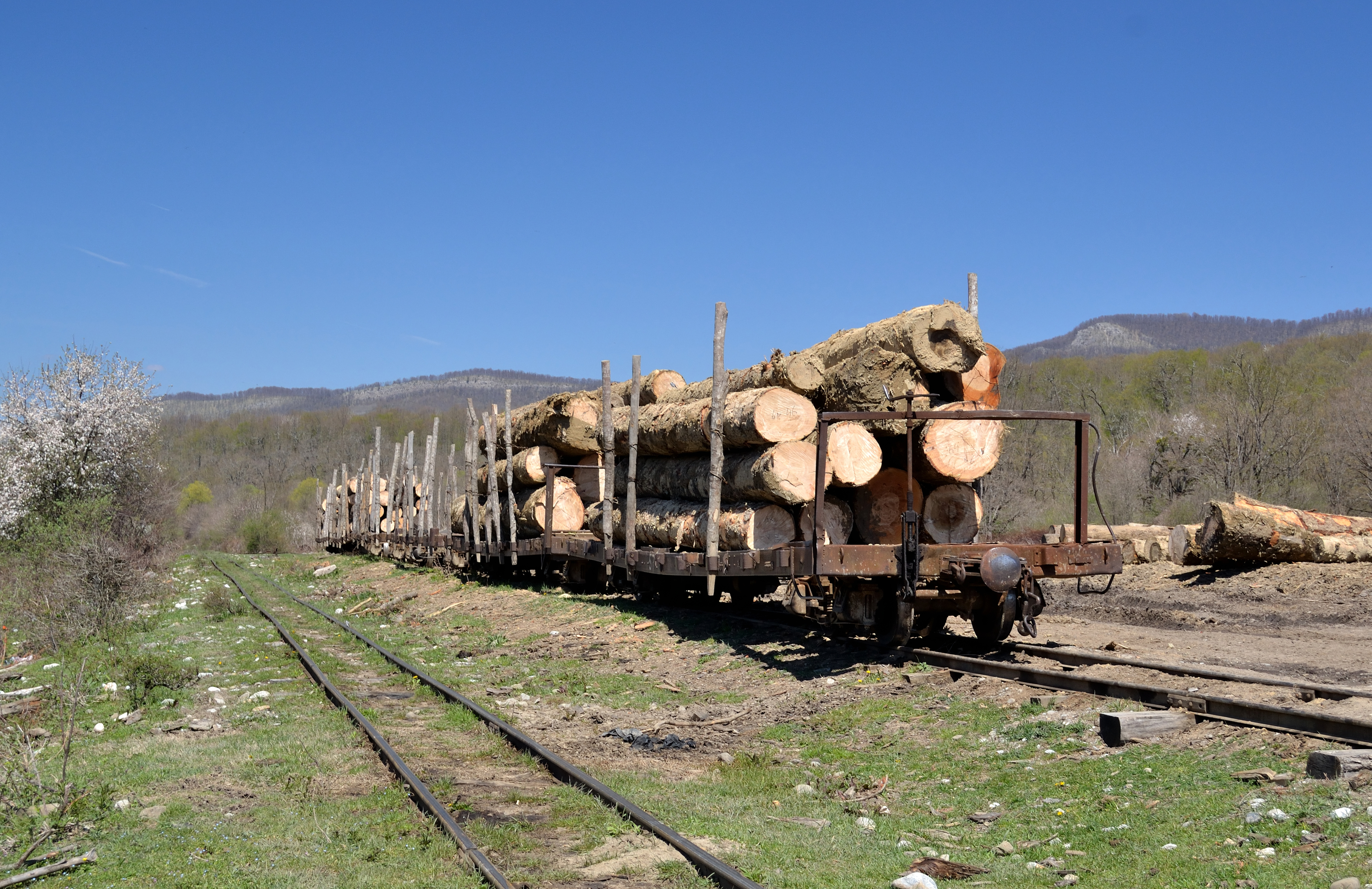
Flachwagen für den Holztransport
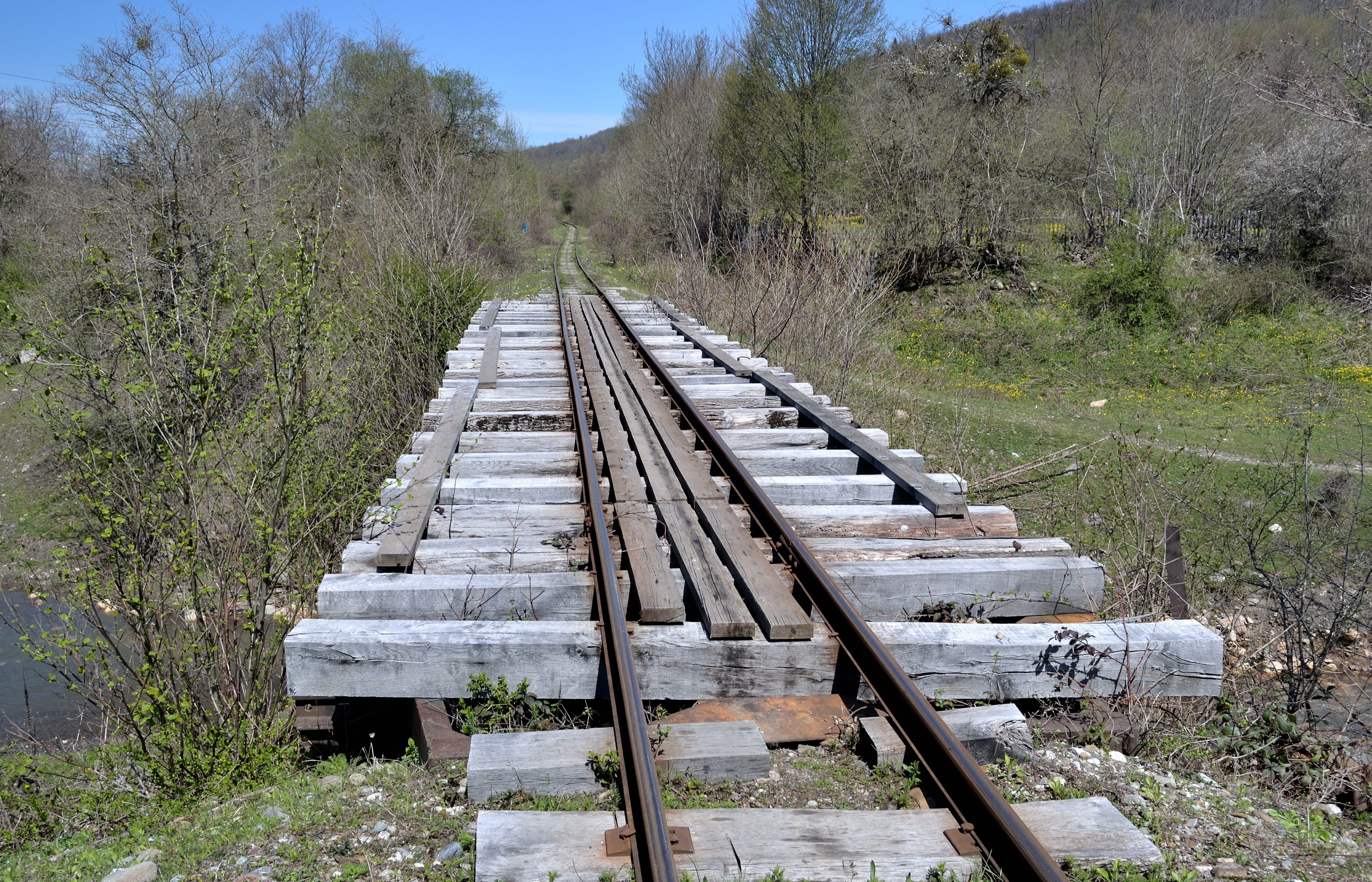
Brücke
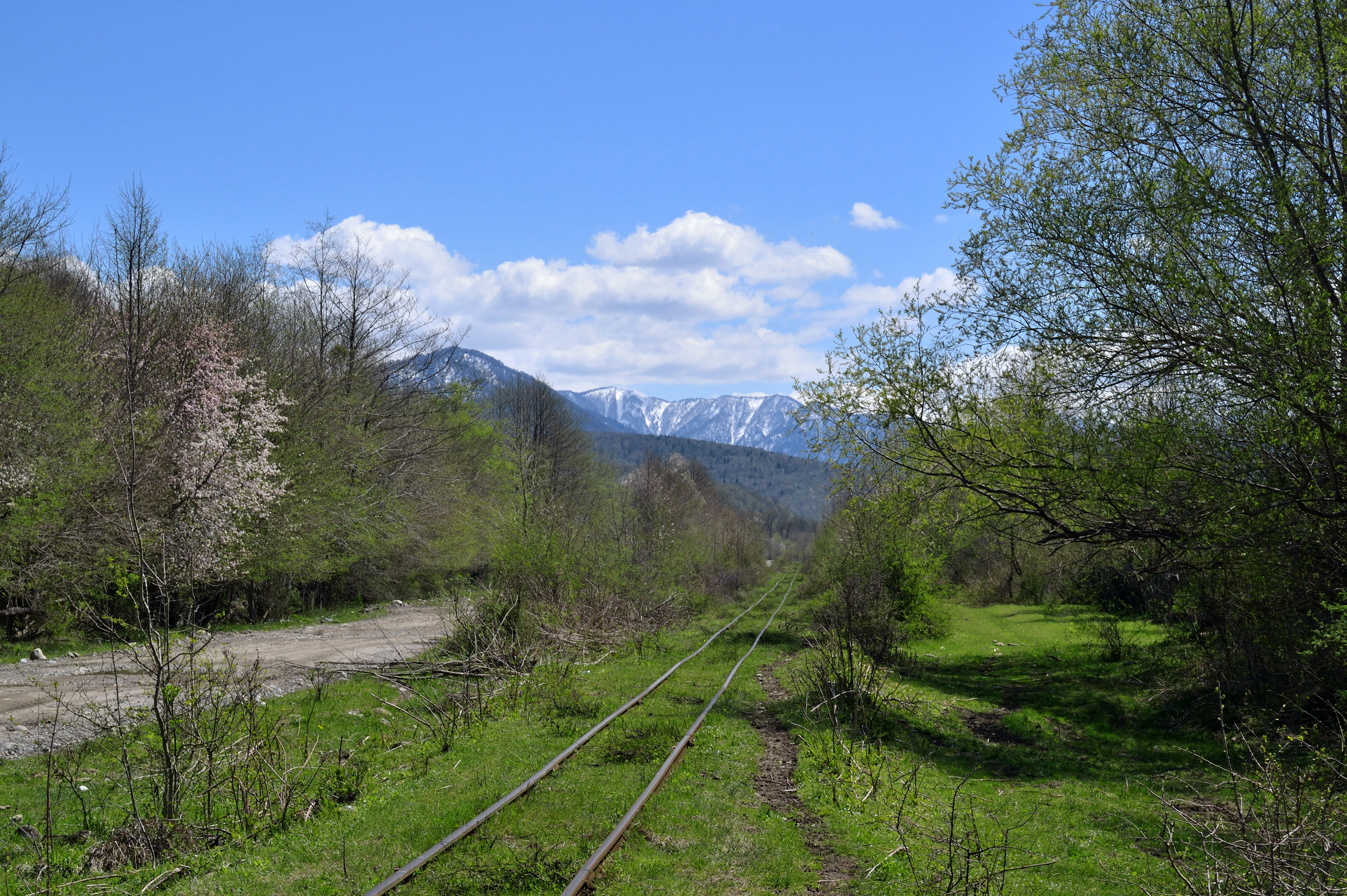
Waldbahn
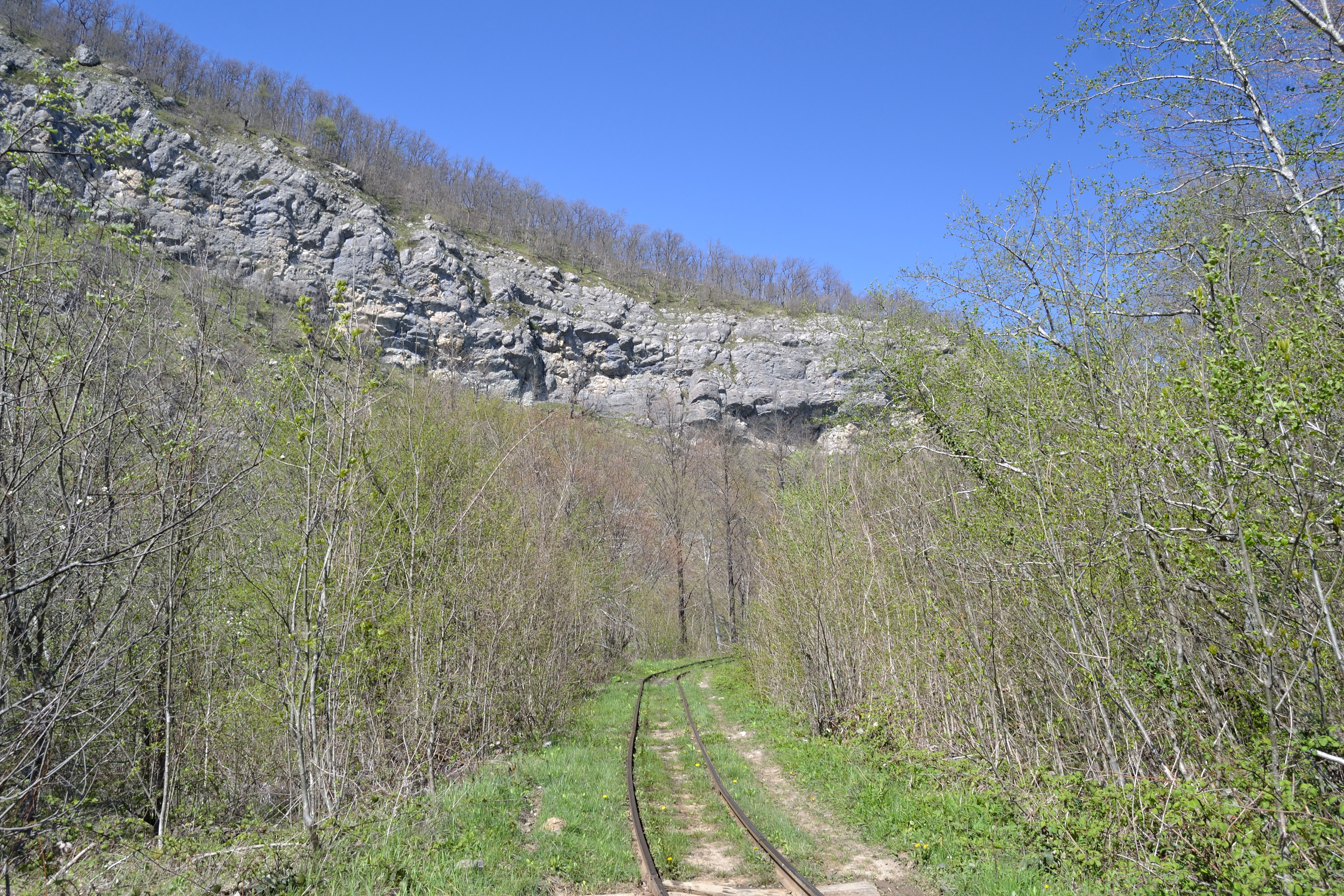
Waldbahn
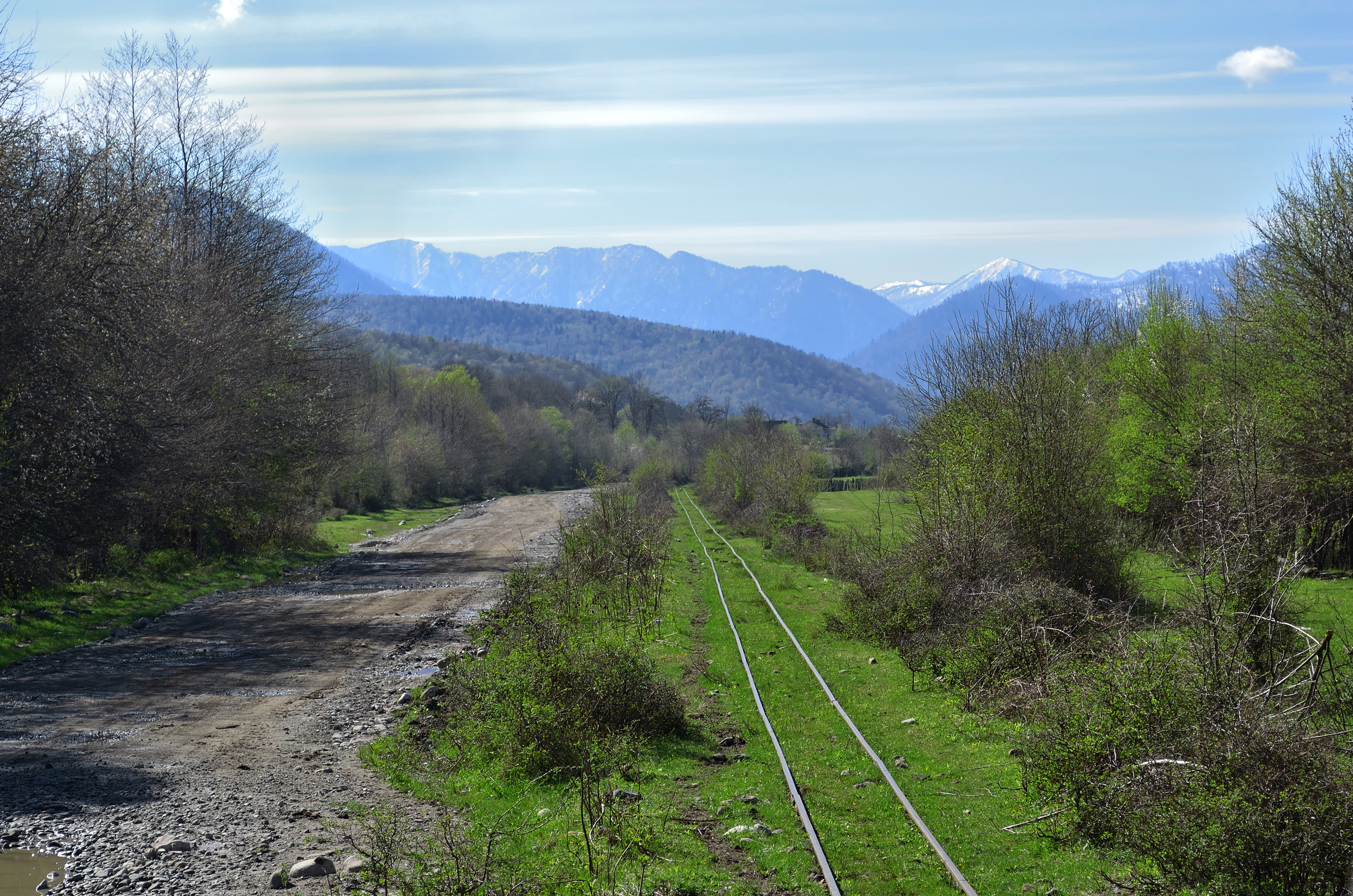
Waldbahn
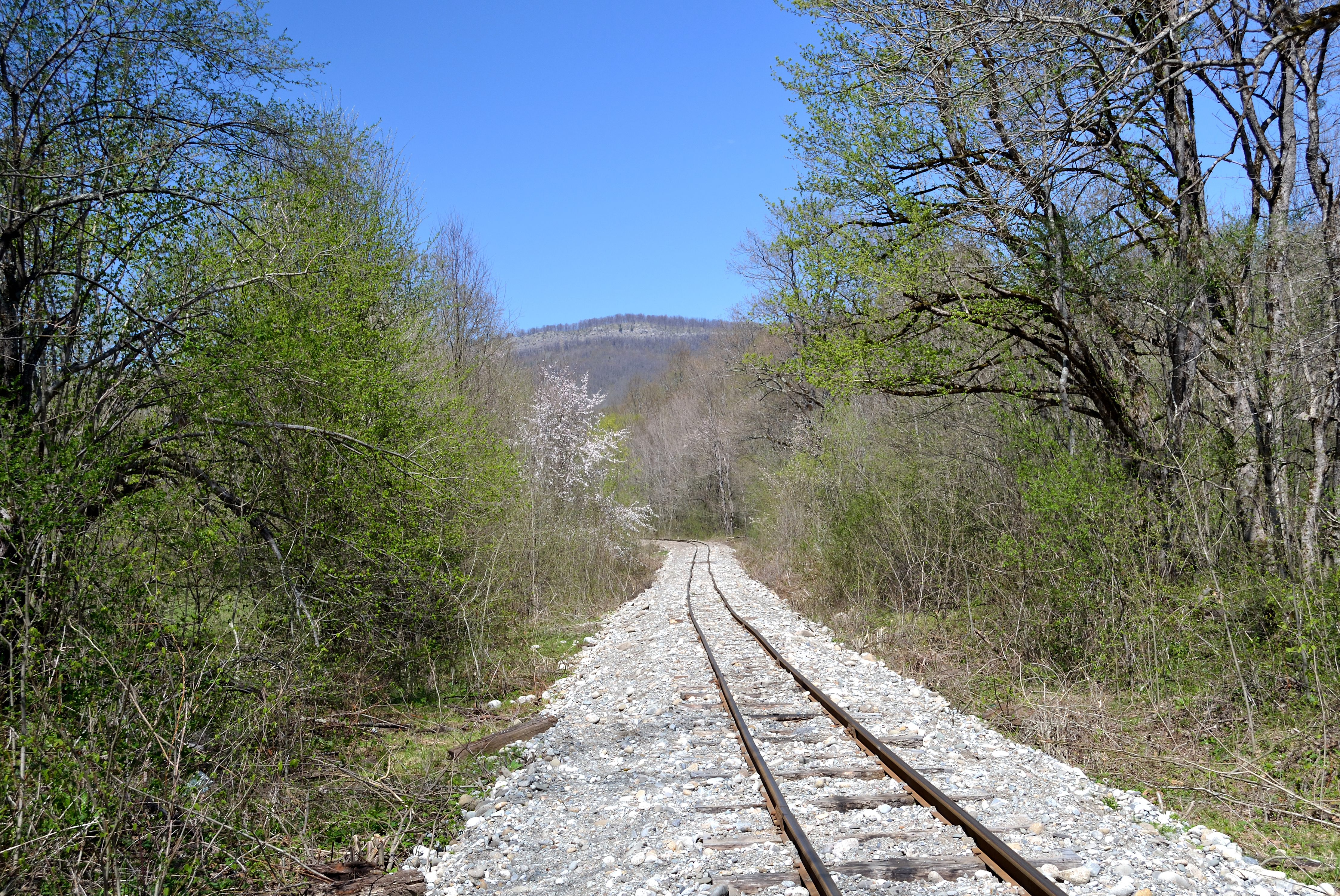
Waldbahn
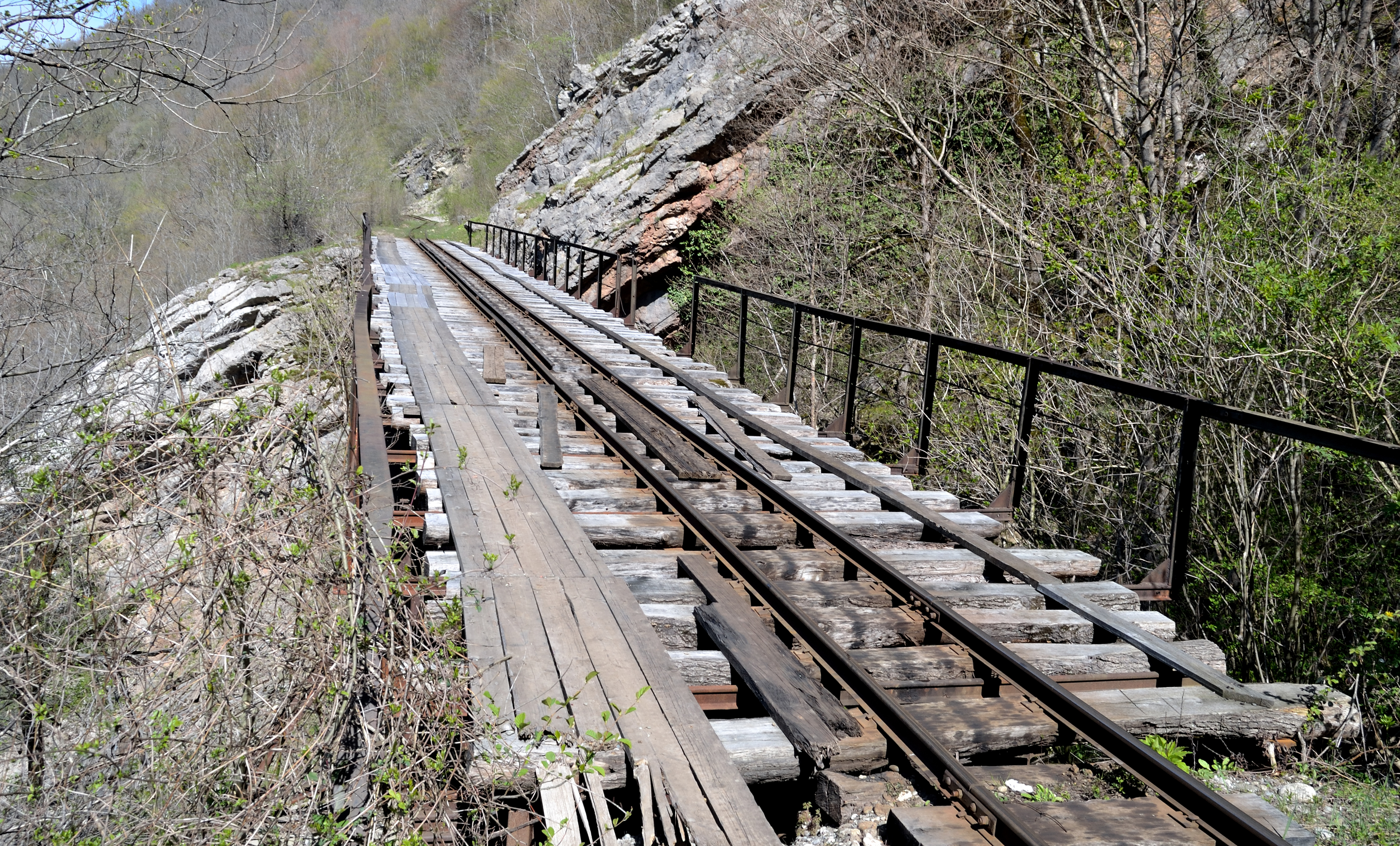
Rote Brücke